# Ideopsis bracara
Ideopsis bracara är en fjärilsart som beskrevs av Hans Fruhstorfer 1910. Ideopsis bracara ingår i släktet Ideopsis och familjen praktfjärilar. Inga underarter finns listade i Catalogue of Life.